# Стадіон Джавахарлала Неру (Делі)
Стадіон (імені) Джавахарлала Неру (англ. Jawaharlal Nehru Stadium) — багатофункційний стадіон в Делі, Індія, збудований Центральним урядом в 1982 році та названий на ім'я першого прем'єр-міністра Індії Джавахарлала Неру. Стадіон мав 78 тис. місць (до 130 тис. для концертів), але зараз проходить оновлення, яке закінчиться на початку 2010 року та зменшить число місць до 60-75 тис. Він був збудований до 9-тих Азійських ігор 1982 року і також прийме Ігри Співдружності 2010 року.